# Koen Jansen
Koen Jansen (* 11. März 2004 in Wijchen) ist ein niederländischer Fußballspieler. Er spielt bei PSV Eindhoven und gehört dort zum Kader der zweiten Mannschaft. Zudem ist er ein Nachwuchsnationalspieler der Niederlande.

## Karriere

### Verein
Koen Jansen wechselte im Jahr 2018 von NEC Nijmegen in die Fußballschule von PSV Eindhoven. Am 10. Januar 2022 gab er beim 5:1-Sieg im Zweitligaspiel gegen Almere City FC sein Pflichtspieldebüt für die zweite Mannschaft. Spielpraxis sammelte Jansen in den Jugendmannschaften, wobei er den Großteil der Rückrunde wegen einer Blessur verpasste. Der Einsatz gegen Almere City FC blieb sein einziger Einsatz für die zweite Mannschaft in besagter Spielzeit.

### Nationalmannschaft
Am 6. September 2021 gab Koen Jansen beim 5:0-Sieg im Testspiel in ’s-Gravenzande gegen Italien sein erstes Spiel für die niederländische U18-Nationalmannschaft. Für diese Altersklasse kam er zu fünf Einsätzen. Jansen kam schließlich am 21. September 2022 beim 2:0-Sieg in Hardenberg gegen Moldawien zu seinem Debüt für die U19 der Niederlande. Es war eines von drei Spielen.